# Skritt

Skritt

Skritt kallas hästens långsammaste gångart, varunder alltid någon fot befinner sig på marken. Under skritt upplyftes ena framfoten och strax därpå motsatta sidans bakfot, varefter den andra framfoten flyttas, följd av den motsatta bakfoten. Framfoten tar mark före den snett motsatta (diagonala) bakfoten. Hästen stöder ömsom på samma sidas ben, ömsom på de diagonala benen. 
Man skiljer mellan, samlad skritt som rids i långsammare tempo och med större samling som medel vid ryttarens och hästens utbildning, samt ökad skritt och fri skritt som rids i hastigare tempo och med friare hållning än samlad skritt och som används som medel för att upparbeta hästens skrittrörelse. Det finns också fri skritt, skritt på helt långa tyglar. fri skritt används i början och slutet av ett ridpass (kallas för att "skritta fram" och "skritta av" hästen) för uppvärmning och nervarvning. I dressyrprogram ingår ofta fri skritt för att visa hästens skritt, att den är avslappnad och att den lätt kan komma tillbaka till samling igen.
I så kallad spansk skritt lyfter hästen frambenen högt upp och sträcker dem rakt fram, innan de åter sätts i marken. Rörelsen anses inte tillhöra skolridning, utan kan egentligen betraktas som cirkuskonst; den används emellertid som förövning till så kallad spansk trav. Ordet betecknar inte någon rörelse, som har med spansk ridkonst att göra, utan är troligen en förvrängning av italienska spasseggio, spatsergång.

En Andalusier framför spansk skritt